# A Kecskeméti TE 2009–2010-es szezonja
A Kecskeméti TE, szponzorált nevén Kecskeméti TE - ERECO a 2008/2009-es szezonban az NB I-ben az ötödik helyen végzett, így sikerült bent maradnia az élvonalban. Ez a klub történetének második első osztályú idénye.

## Átigazolások

### Nyár
2009 nyarán érkeztek:
- Birtalan Botond  (Liberty Salonta)
- Dvorschák Gábor  (Újpest FC - kölcsönben)
- Koller Ákos  (FC Fehérvár)
- Filip Lăzăreanu  (Nyíregyháza Spartacus FC)
- Goran Perak  (NK Hrvatski Dragvoljac)
- Milan Rakić  (FK Mogren)
- Robson de Sousa  (Nova Iguaçu FC)
- Uroš Veselič  (NK Rudar Velenje)

2009 nyarán távoztak:
- Ábel Zsolt  (Orgoványi KSK)
- Goran Grkinić  (FK Zemun)
- Ivan Lovrić  (Singapore Armed Forces FC)
- Nagy Adrián  (Ceglédi VSE)
- Vellai Áron  (Izsáki Sárfehér SE)

az őszi szezon során kölcsönben:
- Vladan Čukić  (Mezőkövesdi SE)
- Kormos László  (Szolnoki MÁV FC)
- Menyhárt Attila  (Vecsési FC)
- Vladan Pelicić  (Mezőkövesdi SE)
- Pénzváltó Bence  (Tisza Volán SC)
- Tóth Zoltán  (Békéscsabai Előre FC)

2009 őszén távoztak:
- Koller Ákos

### Tél
2009/2010 telén távoztak:
- Birtalan Botond  (REAC)
- Romeo Mitrović  (Nybergsund IL-Trysil)
- Goran Perak  (FK Željezničar Sarajevo)
- Mbengono Yannick  (DVSC)
- Milan Rakić  (FK Smederevo)
- Pavle Velimirović  (OFK Petrovac)

2009/2010 telén érkeztek:
- Bori Gábor  (MTK - kölcsönben)
- Dudu  (DVSC)
- Holczer Ádám  (FTC)
- Kiss László  (Ladánybene FC)
- Aleš Kokot  (MK Olimpija Ljubljana)
- Dalio Memić  (Waldhof Mannheim)
- Militár Iván  (FC Felcsút)
- Mladen Lambulić  (Újpest FC)
- Simon Attila  (Újpest FC)
- Szűcs István  (DVSC - kölcsönben)
- Vörös Péter  (Lokomotív Taskent)

a tavaszi szezon során kölcsönben:
- Balog Marcell  (Békéscsabai Előre FC)
- Kormos László  (Vecsési FC)
- Menyhárt Attila  (Vecsési FC)
- Tóth Zoltán  (Békéscsabai Előre FC)

## Edzőváltások
Az Újpest elleni 5:2-es vereség után lemondott posztjáról Tomislav Sivić, a Ferencváros elleni mérkőzésen Czéh László volt a megbízott edző. Később Csertői Aurélt nevezték ki vezetőedzőnek, de az eltiltása miatt 2009 végéig Czéh László ült a kispadon, aki a tavaszi szezon alatt a pályaedzői feladatokat látta el.
Sivićcel együtt távozott a klubtól Szabó Zoltán pályaedző és Momir Cirić kapusedző is.
A Lombard Pápa Termál FC elleni döntetlen után, 2010. április 8-án felmentették Csertői Aurélt, posztját Urbányi István vette át.

## Bajnoki mérkőzések
A bajnokság a KTE számára egy súlyos vereséggel kezdődött, majd azt később két hazai győzelem követte. A Kettesfogathajtó Világbajnokság miatt a csapat két hónapon át nem játszhatott hazai környezetben mérkőzést. Ezután az előzetes várakozásokhoz képest a KTE gyengébben szerepelt. Az edzőváltás után a Ferencvárost sikerült megverni, de az ősz további meccsein rendre vereséget szenvedett a csapat. A Kaposvár elleni hazai bajnokit a rossz körülmények miatt két nappal el kellett halasztani.

### Őszi fordulók
| 1. forduló 2009. július 25. 20:00 |

| Kecskeméti TE                                                              | 3 – 6               | Videoton                                                                     |
| -------------------------------------------------------------------------- | ------------------- | ---------------------------------------------------------------------------- |
| Litsingi, F. 38' Gyagya A. 53' Yannick, M. 89' Koller Á. 50' Farkas I. 66' | (1 – 5) Jegyzőkönyv | Elek Á. 8' 21' 17' Nagy D. 20' Lipták Z. 27' Sitku I. 44' 36' Horváth G. 50' |

| Széktói Stadion, Kecskemét Nézőszám: 3 000 Játékvezető: Szabó Zsolt (magyar) Asszisztensek: Kispál Róbert Szalai Zoltán |

| 2. forduló 2009. augusztus 2. 17:30 |

| Újpest                        | 3 – 1               | Kecskeméti TE                    |
| ----------------------------- | ------------------- | -------------------------------- |
| Kabát 22' Tisza 36' Simon 89' | (2 – 0) Jegyzőkönyv | Yannick 90' Koszó 33' Koller 46' |

| Szusza Ferenc Stadion, Budapest Nézőszám: zárt kapus Játékvezető: Szilasi Szabolcs (magyar) |

| 3. forduló 2009. augusztus 8. 20:00 |

| Kecskeméti TE                                               | 2 – 0               | Győri ETO                         |
| ----------------------------------------------------------- | ------------------- | --------------------------------- |
| Csordás 35' Rakić 81' Savić 17' Yannick 21' Alempijević 52' | (1 – 0) Jegyzőkönyv | Tokody 21′ Đorđević 48′ Józsi 51' |

| Széktói Stadion, Kecskemét Nézőszám: 2 500 Játékvezető: Fábián Mihály (magyar) |

| 4. forduló 2009. augusztus 15. 20:00 |

| Kecskeméti TE                                                         | 5 – 1               | Vasas                     |
| --------------------------------------------------------------------- | ------------------- | ------------------------- |
| Csordás 3' 69' Alempijević 34' Yannick 74' Montvai 78' 86' Némedi 22' | (2 – 0) Jegyzőkönyv | Remili 82' 36' Gáspár 57' |

| Széktói Stadion, Kecskemét Nézőszám: 3 000 Játékvezető: Sulyok Gergely (magyar) |

| 5. forduló 2009. augusztus 22. 17:30 |

| Diósgyőr                                                            | 4 – 1               | Kecskeméti TE         |
| ------------------------------------------------------------------- | ------------------- | --------------------- |
| Miličić 4' 80' Szabó 24' Balajti 26' 90+1' Ivancsics 77' Kovács 83' | (3 – 1) Jegyzőkönyv | Csordás 32' Koncz 50' |

| DVTK-stadion, Miskolc Nézőszám: 3 000 Játékvezető: Németh Ádám (magyar) |

| 6. forduló 2009. augusztus 29. 20:00 |

| Lombard Pápa                              | 2 – 0               | Kecskeméti TE                                                  |
| ----------------------------------------- | ------------------- | -------------------------------------------------------------- |
| Heffler 74' Tóth 89' Rebryk 78' Szűcs 87' | (0 – 0) Jegyzőkönyv | Lăzăreanu 44' Koszó 58' Farkas 71' Yannick 75' Alempijević 83' |

| Perutz Stadion, Pápa Nézőszám: 2 200 Játékvezető: Farkas Ádám (magyar) |

| 7. forduló 2009. szeptember 12. 19:00 |

| Budapest Honvéd                               | 0 – 1               | Kecskeméti TE             |
| --------------------------------------------- | ------------------- | ------------------------- |
| Pastva 17' Angoua 34' Botis 69' Debreceni 81' | (0 – 0) Jegyzőkönyv | Savić 70' Alempijević 78' |

| Bozsik József Stadion, Budapest Nézőszám: 1 200 Játékvezető: Kassai Viktor (magyar) |

| 8. forduló 2009. szeptember 19. 19:00 |

| Haladás                                        | 3 – 3               | Kecskeméti TE                                                           |
| ---------------------------------------------- | ------------------- | ----------------------------------------------------------------------- |
| Lattenstein 33' Nagy 51' Kuttor 61' Skriba 90' | (1 – 0) Jegyzőkönyv | Csordás 48' Yannick 57' Bertus 68' Alempijević 45' Koszó 78' Koller 90' |

| Rohonci úti stadion, Szombathely Nézőszám: 3 000 Játékvezető: Veizer Roland (magyar) |

| 9. forduló 2009. szeptember 26. 19:00 |

| Zalaegerszegi TE                                          | 3 – 2               | Kecskeméti TE                        |
| --------------------------------------------------------- | ------------------- | ------------------------------------ |
| Pavićević 63' Magasföldi 65' Miljatovič 74' Todorović 54' | (0 – 0) Jegyzőkönyv | Csordás 49' Koller 72' Schindler 90' |

| ZTE Aréna, Zalaegerszeg Nézőszám: 3 082 Játékvezető: Vad II. István (magyar) |

| 10. forduló 2009. október 4. 17:30 |

| Kecskeméti TE                          | 2 – 2               | Nyíregyháza Spartacus                                 |
| -------------------------------------- | ------------------- | ----------------------------------------------------- |
| Montvai 21' 21' Csordás 30' Gyagya 56' | (2 – 1) Jegyzőkönyv | Andorka 9' Pákolicz 59' Kiss 50' Zabos 64' Nánási 90' |

| Széktói Stadion, Kecskemét Nézőszám: 2 500 Játékvezető: Arany Tamás (magyar) |

| 11. forduló 2009. október 17. 18:00 |

| Paksi FC                      | 2 – 1               | Kecskeméti TE                                      |
| ----------------------------- | ------------------- | -------------------------------------------------- |
| Tököli 31' Böde 69' Gévay 67' | (1 – 0) Jegyzőkönyv | Montvai 60' Yannick 29' Koller 43' Alempijević 89' |

| Fehérvári úti stadion, Paks Nézőszám: 1 500 Játékvezető: Takács János (magyar) |

| 12. forduló 2009. október 24. 17:30 |

| Kecskeméti TE                                           | 3 – 1               | Ferencváros                                 |
| ------------------------------------------------------- | ------------------- | ------------------------------------------- |
| Litsingi 27' 64' 65' Montvai 54' Csordás 53' Farkas 69' | (1 – 0) Jegyzőkönyv | Ferenczi 60' Shaw 45' Balog 49' Kulcsár 59' |

| Széktói Stadion, Kecskemét Nézőszám: 5 500 Játékvezető: Veizer Roland (magyar) |

| 13. forduló 2009. október 31. 17:00 |

| Kaposvári Rákóczi                               | 2 – 1               | Kecskeméti TE                              |
| ----------------------------------------------- | ------------------- | ------------------------------------------ |
| Maróti 44' 50' Grúz 37' Szepessy 79' Bogdán 80' | (1 – 0) Jegyzőkönyv | Montvai 49' Koncz 5' Farkas 62' Gyagya 65' |

| Rákóczi Stadion, Kaposvár Nézőszám: 1 500 Játékvezető: Arany Tamás (magyar) |

| 14. forduló 2009. november 7. 16:00 |

| Kecskeméti TE                                        | 2 – 5               | MTK Budapest                                       |
| ---------------------------------------------------- | ------------------- | -------------------------------------------------- |
| Némedi 56' (11-esből) 74' (11-esből) 78' Csordás 83' | (0 – 3) Jegyzőkönyv | Zsidai 2' Könyves 15' 37' Gosztonyi 70' Lencse 80' |

| Széktói Stadion, Kecskemét Nézőszám: 2 000 Játékvezető: Bognár Tamás (magyar) |

| 15. forduló 2009. november 17. 18:00 |

| Debreceni VSC             | 1 – 0               | Kecskeméti TE |
| ------------------------- | ------------------- | ------------- |
| Czvitkovics 27' Ramos 23' | (1 – 0) Jegyzőkönyv |               |

| Oláh Gábor utcai stadion, Debrecen Nézőszám: 3 000 Játékvezető: Takács János (magyar) |

### Tavaszi fordulók
| 16. forduló 2010. február 27. 14:00 |

| Videoton                                                   | 2 – 0               | Kecskeméti TE                                                                   |
| ---------------------------------------------------------- | ------------------- | ------------------------------------------------------------------------------- |
| Polonkai A. 40' André Alves 60' Elek Á. 32' Horváth G. 46' | (1 – 0) Jegyzőkönyv | Gyagya A. 38' Vörös P. 61' Lambulic, M. 88' Csordás Cs. 58′ Alempijević, A. 90′ |

| Sóstói Stadion, Székesfehérvár Nézőszám: 2 758 Játékvezető: Bede Ferenc (magyar) Asszisztensek: Kepe Arnold Kovács Zoltán |

| 17. forduló 2010. március 6. 17:30 |

| Kecskeméti TE                                           | 2 – 1               | Újpest                                       |
| ------------------------------------------------------- | ------------------- | -------------------------------------------- |
| Montvai 34' Simon 52' (11-esből) Bagi 83' Schindler 85' | (1 – 0) Jegyzőkönyv | Millar 71' Vermes 41' Dudić 51' Takács 90+2′ |

| Széktói Stadion, Kecskemét Nézőszám: 2 300 Játékvezető: Fábián Mihály (magyar) |

| 18. forduló 2010. március 13. 16:00 |

| Győri ETO                    | 1 – 0               | Kecskeméti TE                   |
| ---------------------------- | ------------------- | ------------------------------- |
| Alekszidze 11' Ganugrava 60' | (1 – 0) Jegyzőkönyv | Csordás 31' Čukić 41' Kokot 69' |

| ETO Park, Győr Nézőszám: 2 000 Játékvezető: Veizer Roland (magyar) |

| 19. forduló 2010. március 20. 16:00 |

| Vasas                 | 0 – 1               | Kecskeméti TE                                 |
| --------------------- | ------------------- | --------------------------------------------- |
| Velazquez Mendoza 79' | (0 – 0) Jegyzőkönyv | Simon 69' Bagi 44' Farkas 78' Lăzăreanu 90+2' |

| Illovszky Rudolf Stadion, Budapest Nézőszám: 1 500 Játékvezető: Németh Ádám (magyar) |

| 20. forduló 2010. március 27. 15:00 |

| Kecskeméti TE                         | 1 – 1               | Diósgyőr                                         |
| ------------------------------------- | ------------------- | ------------------------------------------------ |
| Čukić 86' 82' Lambulić 7' Savić 90+1' | (0 – 1) Jegyzőkönyv | Balajti 7' Vukadinović 43' Takács 72' Bognár 75′ |

| Széktói Stadion, Kecskemét Nézőszám: 3 000 Játékvezető: Szilasi Szabolcs (magyar) |

| 21. forduló 2010. április 3. 15:00 |

| Kecskeméti TE                                                         | 2 – 2               | Lombard Pápa                    |
| --------------------------------------------------------------------- | ------------------- | ------------------------------- |
| Montvai 15' Csordás 18' Čukić 22' Vörös 25' Szűcs 59' Alempijević 64' | (2 – 1) Jegyzőkönyv | Varga 12' Bárányos 89' Tóth 58' |

| Széktói Stadion, Kecskemét Nézőszám: 3 000 Játékvezető: Miquel Alvaro Garcia (chilei) |

| 22. forduló 2010. április 10. 16:30 |

| Kecskeméti TE                         | 2 – 2               | Budapest Honvéd                                                 |
| ------------------------------------- | ------------------- | --------------------------------------------------------------- |
| Némedi 69' (11-esből) 69' Montvai 72' | (0 – 1) Jegyzőkönyv | Gyagya 41' (öngól) Vaccaro 84' Bajner 51' Macko 60' Moreira 72' |

| Széktói Stadion, Kecskemét Nézőszám: 2 200 Játékvezető: Solymosi Péter (magyar) |

| 23. forduló 2010. április 17. 16:30 |

| Kecskeméti TE                                      | 2 – 3               | Haladás                                       |
| -------------------------------------------------- | ------------------- | --------------------------------------------- |
| Farkas 56' Némedi 70' 49' Gyagya 77' Montvai 90+3' | (0 – 1) Jegyzőkönyv | Sipos 31' Nagy 47' 62' Molnár 66' Oross 90+2' |

| Széktói Stadion, Kecskemét Nézőszám: 5 000 Játékvezető: Sulyok Gergely (magyar) |

| 24. forduló 2010. április 24. 16:00 |

| Kecskeméti TE                      | 2 – 2               | Zalaegerszegi TE                                                  |
| ---------------------------------- | ------------------- | ----------------------------------------------------------------- |
| Montvai 10' Csordás 66' Némedi 88' | (1 – 0) Jegyzőkönyv | Rudņevs 67' Magasföldi 89' 69' Illés 38' Bogunović 47' Kamber 71' |

| Széktói Stadion, Kecskemét Nézőszám: 3 500 Játékvezető: Andó-Szabó Sándor (magyar) |

| 25. forduló 2010. május 1. 17:00 |

| Nyíregyháza Spartacus                                | 2 – 3               | Kecskeméti TE                                                                     |
| ---------------------------------------------------- | ------------------- | --------------------------------------------------------------------------------- |
| Bugerra 10' 60' (11-esből) 39' Minczér 42' Zabos 65' | (1 – 2) Jegyzőkönyv | Farkas 6' Montvai 26' Čukić 46' Koncz 27' Alempijević 51' Schindler 67' Simon 77′ |

| Nyíregyháza Városi Stadion, Nyíregyháza Nézőszám: 1 500 Játékvezető: Bede Ferenc (magyar) |

| 26. forduló 2010. május 5. 18:00 |

| Kecskeméti TE                      | 1 – 1               | Paksi FC                        |
| ---------------------------------- | ------------------- | ------------------------------- |
| Némedi 80' (11-esből) Omagbemi 26' | (0 – 0) Jegyzőkönyv | Vayer 56' B. Tóth 70' Fiola 80' |

| Széktói Stadion, Kecskemét Nézőszám: 1 200 Játékvezető: Németh Ádám (magyar) |

| 27. forduló 2010. május 8. 15:00 |

| Ferencváros                                                                       | 3 – 2               | Kecskeméti TE                     |
| --------------------------------------------------------------------------------- | ------------------- | --------------------------------- |
| Ferenczi 3' (11-esből) 90' Elding 13' Morrison 35' Stockley 16' Abdi 53' Rósa 79′ | (3 – 0) Jegyzőkönyv | Montvai 51' Csordás 75' Čukić 65' |

| Albert Flórián Stadion, Budapest Nézőszám: 2 500 Játékvezető: Fábián Mihály (magyar) |

| 28. forduló 2010. május 17. 16:30 |

| Kecskeméti TE                        | 3 – 1               | Kaposvári Rákóczi      |
| ------------------------------------ | ------------------- | ---------------------- |
| Litsingi 37' Csordás 47' Montvai 58' | (1 – 0) Jegyzőkönyv | Szepessy 66' Gujić 78' |

| Széktói Stadion, Kecskemét Nézőszám: 600 Játékvezető: Kassai Viktor (magyar) |

| 29. forduló 2010. május 20. 18:00 |

| MTK Budapest | 0 – 1               | Kecskeméti TE                                  |
| ------------ | ------------------- | ---------------------------------------------- |
| Balogh 90+2' | (0 – 1) Jegyzőkönyv | Némedi 43' Memić 24' Koncz 40' Alempijević 77' |

| Hidegkuti Nándor Stadion, Budapest Nézőszám: 500 Játékvezető: Miquel Alvaro Garcia (chilei) |

| 30. forduló 2010. május 23. 17:30 |

| Kecskeméti TE                        | 1 – 0               | Debreceni VSC                         |
| ------------------------------------ | ------------------- | ------------------------------------- |
| Csordás 45' Alempijević 19' Bori 87' | (1 – 0) Jegyzőkönyv | Feczesin 19' Bodnár 33' Coulibaly 87' |

| Széktói Stadion, Kecskemét Nézőszám: 6 000 Játékvezető: Szabó Zsolt (magyar) |

### Végeredmény
| #   | Csapat                    | M  | GY | D  | V  | G+ – G– | GK  | P  | Megjegyzések                                   |
| --- | ------------------------- | -- | -- | -- | -- | ------- | --- | -- | ---------------------------------------------- |
| 1.  | Debreceni VSCCV (B, KGY)  | 30 | 20 | 2  | 8  | 63–37   | +26 | 62 | 2010–2011-es Bajnokok Ligája – 2. selejtezőkör |
| 2.  | Videoton (I)              | 30 | 18 | 7  | 5  | 59–31   | +28 | 61 | 2010–2011-es Európa-liga – 2. selejtezőkör     |
| 3.  | Győri ETO (I)             | 30 | 15 | 12 | 3  | 38–18   | +20 | 57 | 2010–2011-es Európa-liga – 1. selejtezőkör     |
| 4.  | Újpest                    | 30 | 17 | 4  | 9  | 49–39   | +10 | 55 |                                                |
| 5.  | Zalaegerszegi TE (I)      | 30 | 15 | 8  | 7  | 59–45   | +14 | 53 | 2010–2011-es Európa-liga – 1. selejtezőkör     |
| 6.  | MTK Budapest              | 30 | 12 | 7  | 11 | 52–41   | +11 | 43 |                                                |
| 7.  | FerencvárosÚ              | 30 | 10 | 11 | 9  | 34–35   | −1  | 41 |                                                |
| 8.  | Haladás                   | 30 | 10 | 9  | 11 | 46–49   | −3  | 39 |                                                |
| 9.  | Budapest HonvédK          | 30 | 9  | 11 | 10 | 38–35   | +3  | 38 |                                                |
| 10. | Kecskeméti TE             | 30 | 10 | 7  | 13 | 50–56   | −6  | 37 |                                                |
| 11. | Lombard PápaÚ             | 30 | 10 | 5  | 15 | 39–50   | −11 | 35 |                                                |
| 12. | Kaposvári Rákóczi         | 30 | 8  | 8  | 14 | 38–50   | −12 | 32 |                                                |
| 13. | Vasas                     | 30 | 8  | 7  | 15 | 39–61   | −22 | 31 |                                                |
| 14. | Paksi FC                  | 30 | 7  | 10 | 13 | 31–44   | −13 | 31 |                                                |
| 15. | Nyíregyháza Spartacus (K) | 30 | 6  | 9  | 15 | 41–60   | −19 | 27 | NB II                                          |
| 16. | Diósgyőr (K)              | 30 | 4  | 5  | 21 | 31–56   | −25 | 17 | NB II                                          |

Forrás: MLSZ adatbank 
A rangsorolás alapszabályai: 1. összpontszám, 2. győzelmek száma, 3. gólkülönbség, 4. szerzett gólok száma, 5. egymás elleni eredmények összpontszáma,  6. egymás elleni eredmények gólkülönbsége, 7. egymás elleni eredmények szerzett góljainak száma, 8. egymás elleni eredmények idegenben szerzett góljainak száma.
Mivel a bajnok Debreceni VSC nyerte 2009–2010-es magyar kupát, így a bajnoki ezüstérmes Videoton a 2010–2011-es Európa-liga 2. selejtezőkörében, míg a kupadöntőt elbukó Zalaegerszegi TE és a Győri ETO a 2010–2011-es Európa-liga 1. selejtezőkörében jogosult indulni.
(B): Bajnokcsapat, (K): Kieső csapat, (F): Feljutó csapat, (I): Kupainduló, (R): A rájátszás győztese, (KGY): Kupagyőztes

### Az eredmények összesítése
Az alábbi táblázatban összesítve szerepelnek a Kecskeméti TE 2009/10-es bajnokságban elért eredményei.
| Ősz/tavasz (forduló)    | Otthon | Otthon | Otthon | Otthon | Otthon | Otthon | Otthon | Idegenben | Idegenben | Idegenben | Idegenben | Idegenben | Idegenben | Idegenben |
| Ősz/tavasz (forduló)    | M      | GY     | D      | V      | LG–KG  | GK     | P      | M         | GY        | D         | V         | LG–KG     | GK        | P         |
| ----------------------- | ------ | ------ | ------ | ------ | ------ | ------ | ------ | --------- | --------- | --------- | --------- | --------- | --------- | --------- |
| Őszi szezon (1–15.)     | 6      | 3      | 1      | 2      | 17–15  | +2     | 10     | 9         | 1         | 1         | 7         | 10–20     | –10       | 4         |
| Tavaszi szezon (16–30.) | 9      | 3      | 5      | 1      | 16–13  | +3     | 14     | 6         | 3         | 0         | 3         | 7–8       | –1        | 9         |
| Összesen (1–30.)        | 15     | 6      | 6      | 3      | 33–28  | +5     | 24     | 15        | 4         | 1         | 10        | 17–28     | –11       | 13        |

### Helyezések fordulónként
| Forduló  | 1  | 2  | 3  | 4  | 5  | 6  | 7  | 8 | 9 | 10 | 11 | 12 | 13 | 14 | 15 | 16 | 17 | 18 | 19 | 20 | 21 | 22 | 23 | 24 | 25 | 26 | 27 | 28 | 29 | 30 |
| -------- | -- | -- | -- | -- | -- | -- | -- | - | - | -- | -- | -- | -- | -- | -- | -- | -- | -- | -- | -- | -- | -- | -- | -- | -- | -- | -- | -- | -- | -- |
| Helyszín | O  | I  | O  | O  | I  | I  | I  | I | I | O  | I  | O  | I  | O  | I  | I  | O  | I  | I  | O  | O  | O  | O  | O  | I  | O  | I  | O  | I  | O  |
| Eredmény | V  | V  | GY | GY | V  | V  | GY | D | V | D  | V  | GY | V  | V  | V  | V  | GY | V  | GY | D  | D  | D  | V  | D  | GY | D  | V  | GY | GY | GY |
| Helyezés | 15 | 15 | 12 | 8  | 11 | 12 | 8  | 8 | 9 | 8  | 13 | 10 | 11 | 13 | 13 | 13 | 13 | 13 | 12 | 12 | 12 | 11 | 13 | 13 | 13 | 13 | 13 | 11 | 10 | 10 |

Helyszín: O = Otthon; I = Idegenben. Eredmény: GY = Győzelem; D = Döntetlen; V = Vereség.

## Magyar kupamérkőzések
| 3. forduló 2009. szeptember 16. 15:30 |

| Orosháza FC           | 0 – 3               | Kecskeméti TE                                       |
| --------------------- | ------------------- | --------------------------------------------------- |
| Buza 21' Baranyai 61' | (0 – 2) Jegyzőkönyv | Alempijević 8' Yannick 41' Montvai 47' Litsingi 78' |

| Mátrai Sándor Stadion, Orosháza Nézőszám: 300 Játékvezető: Fajkusz Gábor (magyar) |

| 4. forduló 2009. szeptember 30. 15:00 |

| Ceglédi VSE | 1 – 3               | Kecskeméti TE               |
| ----------- | ------------------- | --------------------------- |
| Selei 57'   | (0 – 0) Jegyzőkönyv | Montvai 62' 90' Csordás 72' |

| Cegléd Nézőszám: 200 Játékvezető: Radványi Ádám (magyar) |

| 5. forduló Első mérkőzés 2009. október 20. 17:30 |

| Kecskeméti TE                                                 | 2 – 5               | Újpest                                                                 |
| ------------------------------------------------------------- | ------------------- | ---------------------------------------------------------------------- |
| Csordás 46' Yannick 89' Koller 28' Farkas 39' Alempijević 48′ | (0 – 2) Jegyzőkönyv | Rajczi 6' 57' Sándor 42' 52' Kabát 62' Kovács 83' Takács 64' Simon 85' |

| Széktói Stadion, Kecskemét Nézőszám: 500 Játékvezető: Iványi Zoltán (magyar) |

| 5. forduló Visszavágó 2009. október 27. 18:00 |

| Újpest                                                         | 6 – 2               | Kecskeméti TE                               |
| -------------------------------------------------------------- | ------------------- | ------------------------------------------- |
| Vaskó 12' Stokes 16' Simon 19' 39' 49' Lambulić 77' Kovács 79' | (4 – 1) Jegyzőkönyv | Némedi 38' (11-esből) Litsingi 65' Bagi 86′ |

| Szusza Ferenc Stadion, Budapest Nézőszám: 550 Játékvezető: Böcskei Balázs (magyar) |

## Ligakupamérkőzések

### Csoportkör (A csoport)
| 1. forduló 2009. július 22. 17:30 |

| Kecskeméti TE                               | 0 – 3               | Ferencváros                                 |
| ------------------------------------------- | ------------------- | ------------------------------------------- |
| Iulian-Petrut 24' Urbán 48' Alempijević 58' | (0 – 2) Jegyzőkönyv | Dragóner 3' 31' Ferenczi 54' 61' Lowton 87' |

| Széktói Stadion, Kecskemét Nézőszám: 700 Játékvezető: Veizer Roland (magyar) |

| 2. forduló 2009. július 29. 19:00 |

| Nyíregyháza Spartacus                | 2 – 0               | Kecskeméti TE   |
| ------------------------------------ | ------------------- | --------------- |
| Dosso 2' Batizi-Pócsi 38' Müller 50' | (2 – 0) Jegyzőkönyv | Alempijević 28' |

| Nyíregyháza Városi Stadion, Nyíregyháza Nézőszám: 300 Játékvezető: Varga László (magyar) |

| 3. forduló 2009. augusztus 5. 19:00 |

| Kecskeméti TE                                                             | 4 – 3               | Vasas                                                                   |
| ------------------------------------------------------------------------- | ------------------- | ----------------------------------------------------------------------- |
| Veselič 15' Montvai 47' Robson 79' 81' Hegedűs 90+2' (11-esből) Koncz 86' | (1 – 2) Jegyzőkönyv | Szűcs 2' 18' Kovács 10' Divić 82' Piller 26′ Tandari 89′ Görgényi 90+1' |

| Széktói Stadion, Kecskemét Nézőszám: 400 Játékvezető: Király Gergő (magyar) |

| 4. forduló 2009. augusztus 19. 18:00 |

| Diósgyőr                         | 0 – 3               | Kecskeméti TE                                                                            |
| -------------------------------- | ------------------- | ---------------------------------------------------------------------------------------- |
| Horváth 38' Nagy 49' Miličić 71' | (0 – 1) Jegyzőkönyv | Alempijević 1' Veselič 56' Hegedűs 58' (11-esből) Schindler 12' Bertus 39' Dvorschák 45' |

| DVTK-stadion, Miskolc Nézőszám: 400 Játékvezető: Takács János (magyar) |

| 5. forduló 2009. augusztus 25. 19:00 |

| MTK Budapest | 1 – 1               | Kecskeméti TE               |
| ------------ | ------------------- | --------------------------- |
| Pál 38'      | (1 – 0) Jegyzőkönyv | Montvai 65' Alempijević 84' |

| Hidegkuti Nándor Stadion, Budapest Nézőszám: 50 Játékvezető: Sulyok Gergely (magyar) |

| 6. forduló 2009. szeptember 23. 18:00 |

| Ferencváros                                   | 4 – 2               | Kecskeméti TE                                |
| --------------------------------------------- | ------------------- | -------------------------------------------- |
| Mamić 11' 50' Pisanjuk 23' Adnán 30' Sváb 43' | (3 – 2) Jegyzőkönyv | Veselič 9' Rakić 45' Gyagya 36' Tölgyesi 63' |

| Albert Flórián Stadion, Budapest Nézőszám: 1 000 Játékvezető: Bognár Tamás (magyar) |

| 7. forduló 2009. november 4. 16:00 |

| Kecskeméti TE               | 1 – 1               | Nyíregyháza Spartacus                        |
| --------------------------- | ------------------- | -------------------------------------------- |
| Dvorschák 81' 40' Koszó 68' | (0 – 1) Jegyzőkönyv | Pákolicz 34' Oláh 37' Abdelali 40' Csáki 80' |

| Széktói Stadion, Kecskemét Nézőszám: 100 Játékvezető: Kovács J. Zoltán (magyar) |

| 8. forduló 2009. november 13. 11:00 |

| Vasas                                                | 5 – 0               | Kecskeméti TE                     |
| ---------------------------------------------------- | ------------------- | --------------------------------- |
| Bakos 8' 73' Mundi 25' Balog 69' 62' Kincses 87' 76' | (2 – 0) Jegyzőkönyv | Bagi 31' Dvorschák 59' Kormos 72' |

| Illovszky Rudolf Stadion (műfüves pálya), Budapest Nézőszám: 100 Játékvezető: Radványi Ádám (magyar) |

| 9. forduló 2009. november 28. 13:00 |

| Kecskeméti TE                          | 3 – 0               | Diósgyőr            |
| -------------------------------------- | ------------------- | ------------------- |
| Yannick 40' Birtalan 44' Schindler 76' | (2 – 0) Jegyzőkönyv | Kállai 2' Illés 29' |

| Műkertvárosi műfüves pálya, Kecskemét Nézőszám: 50 Játékvezető: Sándor Csaba (magyar) |

| 10. forduló 2009. november 25. 13:00 |

| Kecskeméti TE                                             | 2 – 2               | MTK Budapest                                                  |
| --------------------------------------------------------- | ------------------- | ------------------------------------------------------------- |
| Litsingi 21' Birtalan 90+2' Alempijević 56' Lăzăreanu 70' | (1 – 1) Jegyzőkönyv | Lencse 13' Könyves 69' 73' Gosztonyi 29' Pátkai 75' Szabó 80' |

| Műkertvárosi műfüves pálya, Kecskemét Nézőszám: 150 Játékvezető: Oláh Gábor (magyar) |

### Az A csoport végeredménye
| Színmagyarázat | Színmagyarázat                                                 |
| -------------- | -------------------------------------------------------------- |
|                | A csoportelső és csoportmásodik bejutott a középdöntőbe.       |
|                | A csoport többi helyezettje nem folytathatta a kupaszereplést. |

| Csapat                | M  | Gy | D | V | G+ | G– | Gk  | P  |
| --------------------- | -- | -- | - | - | -- | -- | --- | -- |
| Ferencváros           | 10 | 7  | 0 | 3 | 21 | 15 | +6  | 21 |
| Nyíregyháza Spartacus | 10 | 5  | 2 | 3 | 28 | 13 | +15 | 17 |
| Vasas                 | 10 | 5  | 0 | 5 | 21 | 23 | –2  | 15 |
| MTK Budapest FC       | 10 | 3  | 4 | 3 | 15 | 16 | –1  | 13 |
| Kecskeméti TE         | 10 | 3  | 3 | 4 | 16 | 21 | –5  | 12 |
| Diósgyőri VTK         | 10 | 2  | 1 | 7 | 13 | 26 | –13 | 7  |

## Magyar labdarúgó-ligakupa és Magyar női labdarúgókupa döntő
2010-ben a Magyar labdarúgó-ligakupa döntőjét a Széktói Stadionban rendezték meg, április 28-án. Az előmérkőzés a Magyar női labdarúgókupa döntője volt, mely az első magyarországi, a televízióban élőben közvetített női labdarúgó mérkőzés is volt egyben.
| 2010. április 28. 15:00 (UTC+2) |

| MTK Hungária | 2 – 0               | Ferencváros            |
| ------------ | ------------------- | ---------------------- |
| Vágó 34' 68' | (1 – 0) Jegyzőkönyv | Ferencsik 37' Nagy 68' |

| Széktói Stadion, Kecskemét Nézőszám: 100 Játékvezető: Kulcsár Katalin |

| 2010. április 28. 18:00 |

| Debreceni VSC                     | 2 – 1                         | Paksi FC                                   |
| --------------------------------- | ----------------------------- | ------------------------------------------ |
| Bódi 23' Szilágyi 76' Bernáth 39' | (1 – 1) Jegyzőkönyv Részletek | Völgyi 40' Gévay 15' Nikolov 32' Urbán 54' |

| Széktói Stadion, Kecskemét Nézőszám: 1 000 Játékvezető: Berger József (magyar) |

## Az NB III-as csapat mérkőzései
Az NB III-as csapat első ellenfele, az Algyő SK, melyet Szentgyörgyi Ákos, Hegedűs Ádám és Uroš Veselič góljával 3:0-ra legyőzött a "kis KTE", visszalépett a bajnokságtól, az eredményeit törölték. A csapat az őszi idényt a hetedik helyen zárta, a végelszámolásnál pedig ötödik lett.
A tavaszi hazai mérkőzések helyszíne nem feltétlenül a Széktói Stadion, elképzelhető, hogy a létesítmény 2-es pályáján, vagy a Műkertvárosban kerülnek megrendezésre az egyes mérkőzések.
| 2009. augusztus 24. |

| Hódmezővásárhelyi FC | 2 – 4 | Kecskeméti TE II       |
| -------------------- | ----- | ---------------------- |
|                      |       | Perak Hegedűs Tölgyesi |

| Hódmezővásárhely |

| 2009. augusztus 30. |

| Gyulai Termál FC | 5 – 1 | Kecskeméti TE II |
| ---------------- | ----- | ---------------- |
|                  |       | Hegedűs          |

| Gyula |

| 2009. szeptember 6. |

| Kecskeméti TE II    | 2 – 2 | Battonyai TK |
| ------------------- | ----- | ------------ |
| Szentgyörgyi Robson |       |              |

| Széktói Stadion 2-es pálya, Kecskemét |

| 2009. szeptember 13. |

| ESMTK | 2 – 3 | Kecskeméti TE II                   |
| ----- | ----- | ---------------------------------- |
|       |       | Birtalan Balog Hegedűs tizenegyes' |

| ESMTK Stadion |

| 2009. szeptember 20. |

| Kecskeméti TE II | 0 – 0 | Monori SE |
| ---------------- | ----- | --------- |
|                  |       |           |

| Széktói Stadion 2-es pálya, Kecskemét |

| 2009. október 4. |

| FC Dabas | 0 – 3 | Kecskeméti TE II   |
| -------- | ----- | ------------------ |
|          |       | Szentgyörgyi Perak |

| Dabas |

| 2009. október 11. |

| Kecskeméti TE II      | 2 – 0 | Tisza Volán SC |
| --------------------- | ----- | -------------- |
| Litsingi Szentgyörgyi |       |                |

| Széktói Stadion, Kecskemét |

| 2009. október 17. |

| Százhalombattai LK | 1 – 1 | Kecskeméti TE II |
| ------------------ | ----- | ---------------- |
|                    |       | Dvorschák        |

| Százhalombatta |

| 2009. október 25. |

| Kecskeméti TE II               | 5 – 2 | Orosháza FC |
| ------------------------------ | ----- | ----------- |
| Rakić Bertus Birtalan Tölgyesi |       |             |

| Széktói Stadion, Kecskemét |

| 2009. november 8. |

| Vasas II | 3 – 1 | Kecskeméti TE II |
| -------- | ----- | ---------------- |
|          |       | Veselič          |

| Illovszky Rudolf Stadion, Budapest |

| 2009. november 15. |

| Kecskeméti TE II      | 1 – 4 | Soroksár SC |
| --------------------- | ----- | ----------- |
| Birtalan (tizenegyes) |       |             |

| Műkertvárosi műfüves pálya, Kecskemét |

| 2009. november 22. |

| Szolnoki Spartacus | 1 – 0 | Kecskeméti TE II |
| ------------------ | ----- | ---------------- |
|                    |       |                  |

| Szolnoki Vegyiművek pálya, Szolnok |

| 2010. március 14. |

| Kecskeméti TE II           | 3 – 2 | Hódmezővásárhelyi FC |
| -------------------------- | ----- | -------------------- |
| Golovics Alempijević Szabó |       |                      |

| Műkertvárosi műfüves pálya, Kecskemét |

| 2010. március 21. |

| Kecskeméti TE II | 3 – 0 | Gyulai Termál FC |
| ---------------- | ----- | ---------------- |
| Nagy Kiss Szabó  |       |                  |

| Széktói Stadion 2-es pálya, Kecskemét |

| 2010. március 27. |

| Battonyai TK | 1 – 2 | Kecskeméti TE II |
| ------------ | ----- | ---------------- |
|              |       | Szabó            |

| Battonya |

| 2010. április 11. |

| Kecskeméti TE II  | 2 – 0 | ESMTK |
| ----------------- | ----- | ----- |
| Alempijević Szabó |       |       |

| Széktói Stadion 2-es pálya, Kecskemét |

| 2010. április 17. |

| Monori SE | 3 – 1 | Kecskeméti TE II |
| --------- | ----- | ---------------- |
|           |       | öngól'           |

| Monor |

| 2010. április 25. |

| Kecskeméti TE II            | 6 – 2 | FC Dabas |
| --------------------------- | ----- | -------- |
| Szabó Hegedűs Dudu Litsingi |       |          |

| Széktói Stadion, Kecskemét |

| 2010. május 8. |

| Tisza Volán SC | 0 – 0 | Kecskeméti TE II |
| -------------- | ----- | ---------------- |
|                |       |                  |

| Felső Tisza parti stadion, Szeged |

| 2010. május 16. |

| Kecskeméti TE II | 1 – 1 | Százhalombattai LK |
| ---------------- | ----- | ------------------ |
| Máté             |       |                    |

| Széktói Stadion, Kecskemét |

| 2010. május 22. |

| Orosháza FC | 4 – 2 | Kecskeméti TE II               |
| ----------- | ----- | ------------------------------ |
|             |       | Szabó tizenegyes' Szentgyörgyi |

| Orosháza |

| 2010. május 30. |

| Kecskeméti TE II | 2 – 0 | Vasas II |
| ---------------- | ----- | -------- |
| Máté Szabó       |       |          |

| Széktói Stadion, Kecskemét |

| 2010. június 6. |

| Soroksár SC | 1 – 0 | Kecskeméti TE II |
| ----------- | ----- | ---------------- |
|             |       |                  |

| Soroksár |

| 2010. június 13. |

| Kecskeméti TE II | 2 – 3 | Szolnoki Spartacus |
| ---------------- | ----- | ------------------ |
| Szabó            |       |                    |

| Műkertvárosi műfüves pálya, Kecskemét |

A "kis KTE" a Magyar Kupa első fordulójában lépett pályára, és szenvedett kétgólos vereséget Szegeden.
| 2009. augusztus 9. |

| Tisza Volán SC | 4 – 2 | Kecskeméti TE II |
| -------------- | ----- | ---------------- |
|                |       | Gyagya Veselič   |

| Szeged |

A Magyar Kupa előszobájának számító AKKER Tüzép Bács Megyei Kupa 4. fordulójában kapcsolódott be a csapat a küzdelmekbe, de a Ladánybene elleni döntetlen miatt rögtön búcsúzott is.
| 2010. április 7. |

| Ladánybene FC | 1 – 1 | Kecskeméti TE II |
| ------------- | ----- | ---------------- |
|               |       | Szabó            |

| Ladánybene |

## Nyári felkészülési mérkőzések
| 2009. július 4. |

| Kecskeméti TE   | 2 – 4 | FC Nitra |
| --------------- | ----- | -------- |
| Veselič 63' 89' |       |          |

| Széktói Stadion, Kecskemét Nézőszám: 800 |

| 2009. július 8. |

| Kecskeméti TE                         | 3 – 1 | Gaz Metan Mediaș |
| ------------------------------------- | ----- | ---------------- |
| Montvai 89' Yannick 90' Csordás 90+1' |       |                  |

| Széktói Stadion, Kecskemét Nézőszám: 500 |

| 2009. július 12. |

| Kecskeméti TE                           | 4 – 2 | FK Indija |
| --------------------------------------- | ----- | --------- |
| Montvai 11' 41' Csordás 39' Veselič 49' |       |           |

| Széktói Stadion, Kecskemét Nézőszám: 600 |

| 2009. július 15. |

| Radnicki Sombor | 1 – 4 | Kecskeméti TE                         |
| --------------- | ----- | ------------------------------------- |
|                 |       | Litsingi 42' 65' Bagi 70' Hegedűs 80' |

| Zombor Nézőszám: 200 |

## Téli és tavaszi felkészülési mérkőzések
| 2010. január 20. |

| BKV Előre | 1 – 1 | Kecskeméti TE |
| --------- | ----- | ------------- |
|           |       | Litsingi 75'  |

| Dabas Nézőszám: nincs adat |

| 2010. január 23. |

| Orosháza FC | 0 – 0 | Kecskeméti TE |
| ----------- | ----- | ------------- |
|             |       |               |

| Hódmezővásárhely Nézőszám: 50 |

| 2010. január 27. |

| Szolnoki MÁV | 0 – 1 | Kecskeméti TE |
| ------------ | ----- | ------------- |
|              |       | Bertus 61'    |

| Szolnok Nézőszám: 100 |

| 2010. január 30. |

| Debreceni VSC | 2 – 1 | Kecskeméti TE |
| ------------- | ----- | ------------- |
|               |       | Bagi 60'      |

| Oláh Gábor utcai műfüves pálya, Debrecen Nézőszám: 100 |

| 2010. február 3. |

| Veszprém FC | 1 – 3 | Kecskeméti TE                        |
| ----------- | ----- | ------------------------------------ |
|             |       | Cabanas 37' Litsingi 58' Hegedűs 86' |

| Városi stadion, Veszprém Nézőszám: 100 |

| 2010. február 6. |

| UTA Arad | 4 – 2 | Kecskeméti TE        |
| -------- | ----- | -------------------- |
|          |       | Csordás 19' Dudu 84' |

| UTA Stadion, Arad Nézőszám: 300 |

| 2010. február 10. |

| Vasas | 0 – 0 | Kecskeméti TE |
| ----- | ----- | ------------- |
|       |       |               |

| Mészöly Kálmán műfüves pálya, Budapest Nézőszám: 100 |

| 2010. február 13. |

| Dinamo Zagreb | 1 – 1 | Kecskeméti TE |
| ------------- | ----- | ------------- |
|               |       | Montvai 53'   |

| Maksimir Stadion, Zágráb Nézőszám: 100 |

| 2010. február 13. |

| MTK Budapest | 2 – 2 | Kecskeméti TE        |
| ------------ | ----- | -------------------- |
|              |       | Montvai 10' Dudu 75' |

| Budafoki műfüves pálya, Budafok Nézőszám: 100 |

| 2010. április 21. |

| Kecskeméti TE | 2 – 1 | Ceglédi VSE |
| ------------- | ----- | ----------- |
| Simon 76' 88' |       |             |

| Széktói Stadion, Kecskemét Nézőszám: 50 |

## Egyéb mérkőzések
| 2009. október 10. |

| Dusnoki KSE | 1 – 9 | Kecskeméti TE                                                                       |
| ----------- | ----- | ----------------------------------------------------------------------------------- |
|             |       | Montvai 27' 29' 36' 72' Rakić 31' Yannick 49' Csordás 57' Perak 64' Alempijević 81' |

| Dusnok Nézőszám: 400 |

## Házi góllövőlista
A Magyar Kupában szerzett góloknál nem szerepel Gyagya Attila és Uroš Veselič gólja, melyet a "kis KTE" színeiben értek el, még az első fordulóban, továbbá Szabó Tamás gólja, melyet szintén a harmadosztályú csapat egy kupamérkőzésén lőtt.
| Név                    | NB I | Magyar Kupa | Ligakupa | NB III |
| ---------------------- | ---- | ----------- | -------- | ------ |
| Aleksandar Alempijević | 1    | 1           | 1        | 2      |
| Bertus Lajos           | 1    | 0           | 0        | 1      |
| Birtalan Botond        | 0    | 0           | 2        | 4      |
| Balog Marcell          | 0    | 0           | 0        | 1      |
| Csordás Csaba          | 11   | 2           | 0        | 0      |
| Vladan Čukić           | 2    | 0           | 0        | 0      |
| Dvorschák Gábor        | 0    | 0           | 1        | 1      |
| Dudu                   | 0    | 0           | 0        | 1      |
| Farkas István          | 2    | 0           | 0        | 0      |
| Francis Litsingi       | 4    | 1           | 1        | 2      |
| Golovics István        | 0    | 0           | 0        | 1      |
| Gyagya Attila          | 1    | 0           | 0        | 0      |
| Hegedűs Ádám           | 0    | 0           | 2        | 4      |
| Kiss László            | 0    | 0           | 0        | 1      |
| Koller Ákos            | 1    | 0           | 0        | 0      |
| Mbengono Yannick       | 4    | 2           | 1        | 0      |
| Máté Gergő             | 0    | 0           | 0        | 2      |
| Montvai Tibor          | 13   | 3           | 2        | 0      |
| Nagy Viktor            | 0    | 0           | 0        | 1      |
| Némedi Norbert         | 5    | 1           | 0        | 0      |
| Goran Perak            | 0    | 0           | 0        | 3      |
| Milan Rakić            | 1    | 0           | 1        | 1      |
| Vladan Savić           | 1    | 0           | 0        | 0      |
| Robson de Sousa        | 0    | 0           | 1        | 1      |
| Simon Attila           | 2    | 0           | 0        | 0      |
| Schindler Szabolcs     | 0    | 0           | 1        | 0      |
| Szabó Tamás            | 0    | 0           | 0        | 12     |
| Szentgyörgyi Ákos      | 0    | 0           | 0        | 5      |
| Tölgyesi Viktor        | 0    | 0           | 0        | 2      |
| Uroš Veselič           | 0    | 0           | 3        | 1      |

## Az NB1-es szereplés statisztikái
Aleksandar Alimpijevićet 2010. február 27-én, a Videoton FC elleni mérkőzésen, valamint Simon Attilát 2010. május 1-jén a Nyíregyháza ellen becserélése után állították ki.
| Név                    | Lejátszott percek | Végigjátszott mérkőzések | Becserélve | Lecserélve | Kiállítva | Összes mérkőzés |
| ---------------------- | ----------------- | ------------------------ | ---------- | ---------- | --------- | --------------- |
| Aleksandar Alempijević | 1750              | 13                       | 2          | 7          | 1         | 22              |
| Bagi István            | 712               | 5                        | 9          | 1          | 0         | 15              |
| Bertus Lajos           | 474               | 4                        | 4          | 2          | 0         | 10              |
| Bori Gábor             | 1350              | 15                       | 0          | 0          | 0         | 15              |
| Csordás Csaba          | 2095              | 15                       | 5          | 7          | 1         | 28              |
| Vladan Čukić           | 1211              | 12                       | 0          | 2          | 0         | 14              |
| Dudu                   | 105               | 0                        | 4          | 1          | 0         | 5               |
| Farkas István          | 1545              | 12                       | 4          | 5          | 0         | 21              |
| Francis Litsingi       | 1620              | 13                       | 5          | 5          | 0         | 23              |
| Gyagya Attila          | 1854              | 20                       | 2          | 2          | 0         | 23              |
| Hegedűs Ádám           | 70                | 0                        | 1          | 1          | 0         | 2               |
| Holczer Ádám           | 630               | 7                        | 0          | 0          | 0         | 7               |
| Aleš Kokot             | 239               | 2                        | 1          | 1          | 0         | 4               |
| Koller Ákos            | 889               | 9                        | 2          | 0          | 0         | 11              |
| Koncz Zsolt            | 960               | 8                        | 2          | 3          | 0         | 13              |
| Koszó Balázs           | 612               | 5                        | 1          | 2          | 0         | 8               |
| Mladen Lambulić        | 1343              | 14                       | 0          | 1          | 0         | 15              |
| Filip Lăzăreanu        | 1171              | 12                       | 2          | 0          | 0         | 14              |
| Mbengono Yannick       | 1280              | 13                       | 1          | 1          | 0         | 15              |
| Dalio Memić            | 50                | 0                        | 1          | 1          | 0         | 2               |
| Romeo Mitrović         | 889               | 9                        | 0          | 2          | 0         | 11              |
| Montvai Tibor          | 2049              | 8                        | 4          | 17         | 0         | 29              |
| Némedi Norbert         | 1985              | 19                       | 4          | 2          | 0         | 25              |
| Goran Perak            | 61                | 0                        | 0          | 1          | 0         | 1               |
| Milan Rakić            | 140               | 0                        | 3          | 1          | 0         | 4               |
| Robson de Sousa        | 442               | 3                        | 1          | 2          | 0         | 6               |
| Vladan Savić           | 1227              | 6                        | 4          | 10         | 0         | 20              |
| Schindler Szabolcs     | 1442              | 15                       | 1          | 2          | 0         | 18              |
| Simon Attila           | 454               | 0                        | 12         | 2          | 1         | 14              |
| Szűcs István           | 180               | 2                        | 0          | 0          | 0         | 2               |
| Tölgyesi Viktor        | 12                | 0                        | 2          | 0          | 0         | 2               |
| Uroš Veselič           | 304               | 1                        | 6          | 2          | 0         | 9               |
| Vörös Péter            | 486               | 3                        | 1          | 3          | 0         | 7               |

## Büntető lapok
| Név                    | NB I | NB I | Magyar Kupa | Magyar Kupa | Ligakupa | Ligakupa | NB III | NB III |
| ---------------------- | ---- | ---- | ----------- | ----------- | -------- | -------- | ------ | ------ |
| Aleksandar Alempijević | 9    | 1    | 0           | 1           | 4        | 0        | 0      | 0      |
| Bertus Lajos           | 0    | 0    | 0           | 0           | 1        | 0        | 0      | 0      |
| Bagi István            | 2    | 0    | 0           | 0           | 1        | 0        | 2      | 0      |
| Birtalan Botond        | 0    | 0    | 0           | 1           | 0        | 0        | 2      | 0      |
| Bori Gábor             | 1    | 0    | 0           | 0           | 0        | 0        | 0      | 0      |
| Csordás Csaba          | 4    | 1    | 0           | 0           | 0        | 0        | 0      | 0      |
| Vladan Čukić           | 4    | 0    | 0           | 0           | 0        | 0        | 0      | 0      |
| Dudu                   | 1    | 0    | 0           | 0           | 0        | 0        | 2      | 0      |
| Dvorschák Gábor        | 0    | 0    | 0           | 0           | 3        | 0        | 3      | 1      |
| Farkas István          | 5    | 0    | 1           | 0           | 0        | 0        | 1      | 0      |
| Fischer Attila         | 0    | 0    | 0           | 0           | 0        | 0        | 1      | 0      |
| Gaál Márk              | 0    | 0    | 0           | 0           | 0        | 0        | 1      | 0      |
| Golovics István        | 0    | 0    | 0           | 0           | 0        | 0        | 4      | 0      |
| Gyagya Attila          | 4    | 0    | 0           | 0           | 1        | 0        | 0      | 0      |
| Hegedűs Ádám           | 0    | 0    | 0           | 0           | 0        | 0        | 1      | 0      |
| Kiss László            | 0    | 0    | 0           | 0           | 0        | 0        | 1      | 1      |
| Aleš Kokot             | 1    | 0    | 0           | 0           | 0        | 0        | 0      | 0      |
| Koller Ákos            | 4    | 0    | 1           | 0           | 0        | 0        | 0      | 0      |
| Koncz Zsolt            | 4    | 0    | 0           | 0           | 1        | 0        | 2      | 1      |
| Kormos László          | 0    | 0    | 0           | 0           | 1        | 0        | 0      | 0      |
| Koszó Balázs           | 3    | 0    | 0           | 0           | 1        | 0        | 0      | 0      |
| Mladen Lambulić        | 2    | 0    | 0           | 0           | 0        | 0        | 0      | 0      |
| Filip Lăzăreanu        | 2    | 0    | 0           | 0           | 1        | 0        | 0      | 0      |
| Francis Litsingi       | 1    | 0    | 1           | 0           | 0        | 0        | 0      | 0      |
| Mbengono Yannick       | 3    | 0    | 0           | 0           | 0        | 0        | 0      | 0      |
| Máté Gergő             | 0    | 0    | 0           | 0           | 0        | 0        | 0      | 1      |
| Dalio Memić            | 1    | 0    | 0           | 0           | 0        | 0        | 0      | 0      |
| Montvai Tibor          | 2    | 0    | 0           | 0           | 0        | 0        | 0      | 0      |
| Nagy Viktor            | 0    | 0    | 0           | 0           | 0        | 0        | 3      | 1      |
| Némedi Norbert         | 5    | 0    | 0           | 0           | 0        | 0        | 0      | 0      |
| Goran Perak            | 0    | 0    | 0           | 0           | 0        | 0        | 3      | 0      |
| Petrache Iulian-Petrut | 0    | 0    | 0           | 0           | 1        | 0        | 0      | 0      |
| Robson de Sousa        | 0    | 0    | 0           | 0           | 1        | 0        | 2      | 0      |
| Sándor László          | 0    | 0    | 0           | 0           | 0        | 0        | 1      | 0      |
| Vladan Savić           | 2    | 0    | 0           | 0           | 0        | 0        | 0      | 0      |
| Schindler Szabolcs     | 3    | 0    | 0           | 0           | 1        | 0        | 0      | 0      |
| Simon Attila           | 0    | 1    | 0           | 0           | 0        | 0        | 0      | 0      |
| Szentgyörgyi Ákos      | 0    | 0    | 0           | 0           | 0        | 0        | 2      | 0      |
| Szűcs István           | 1    | 0    | 0           | 0           | 0        | 0        | 0      | 0      |
| Tölgyesi Viktor        | 0    | 0    | 0           | 0           | 1        | 0        | 0      | 0      |
| Urbán Pál              | 0    | 0    | 0           | 0           | 1        | 0        | 3      | 1      |
| Uroš Veselič           | 0    | 0    | 0           | 0           | 0        | 0        | 1      | 1      |
| Vörös Péter            | 2    | 0    | 0           | 0           | 0        | 0        | 0      | 0      |

## Átlagnézőszám
A Transfermarkt.de portál adatai szerint a Széktói Stadionban rendezett 15 bajnoki mérkőzést összesen 48400 néző látta, ami 3227-es átlagnézőszámot jelent, ez a csapatok között a 9. helyet jelenti. Ez némileg kevesebb, mint az előző szezon 3633-as átlaga.